# Hrvatska demokratska seljačka stranka
Hrvatska demokratska seljačka stranka, hrvatska je politička stranka. 

## Povijest
Hrvatska demokratska seljačka stranka osnovana je 18. rujna 1994. godine u Zagrebu a registrirana je 24. srpnja 1996. godine. Nastala je od disidenata Hrvatske seljačke stranke, koji su se, za razliku od tadašnjega stranačkog vodstva, zalagali za blisku suradnju s HDZ-om. Hrvatska demokratska seljačka stranka nastala je iz tzv. Kašinske inicijative, koja se poslije, zbog svoje proširenosti na cijelu Hrvatsku, naziva Hrvatska državnotvorna inicijativa. Naime u Kašini su se, 28. veljače 1994. godine, sastali dužnosnici tadašnje Hrvatske seljačke stranke koji su željeli poboljšati rad HSS-a. Nije to bila inicijativa za novu stranku niti za borbu za vlast; bio je to poticaj stvaranju jedinstvene, državotvorne, demokratski jake, uspješne, moderne i profesionalne organizacija HSS-a. No vodstvo HSS-a nije tako mislilo. Umjesto da sasluša članove Kašinske inicijative, vodstvo HSS-a ih je suspendiralo, a na Skupštinu HSS-a održanu 19. lipnja 1994. godine u Zagrebu bilo je nedemokratskim sredstvima zabranjen ulaz svakomu delegatu koji je surađivao u Kašinskoj inicijativi. Pristaše Kašinske inicijative su se zbog toga sastali već istog dana, 19. lipnja 1994., te uz nazočnost novinara donijeli odluku o osnivanju nove radićevske i starčevićevske stranke. Stoga je 18. rujna 1994. godine u velesajamskoj dvorani u Zagrebu održana osnivačka skupština Hrvatske demokratske seljačke stranke.
Temelji HDSS- a jesu starčevićanska državotvornost, socijalna pravda i Radićevo obiteljsko gospodarstvo. Te ideje Stranka promiče u svakodnevnome i političkome životu, u okvirima pravde, poštenja i domoljublja.
Stranka je bila aktivna uglavnom na regionalnoj razini, a na parlamentarnim izborima 2003. na njezinoj listi kao nezavisni zastupnik izabran je u Hrvatski sabor Ivo Lončar. 

## Vanjske poveznice
- Službena stranačka stranica